# ديون وارويك
ديون وارويك (بالإنجليزية: Dionne Warwick)‏ هي موسيقية ومقدمة تلفزيونية ومغنية وممثلة أمريكية، ولدت في 12 ديسمبر 1940 في إيست أورانج في الولايات المتحدة. من الجوائز التي نالتها جائزة  ماريان أندرسون ‏ سنة 2017.

## أعمال

### أفلام
- (1997) رجال ذوو بزات سوداء[11][12]

### مسلسلات
- جوال تكساس ووكر
- جوني برافو

## جوائز
- جائزة  ماريان أندرسون [الإنجليزية]‏ (2017)

## وصلات خارجية
- الموقع الرسمي
- ديون وارويك على موقع IMDb (الإنجليزية)
- ديون وارويك على موقع الموسوعة البريطانية (الإنجليزية)
- ديون وارويك على موقع روتن توميتوز (الإنجليزية)
- ديون وارويك على موقع ألو سيني (الفرنسية)
- ديون وارويك على موقع ميوزك برينز (الإنجليزية)
- ديون وارويك على موقع رولينغ ستون (الإنجليزية)
- ديون وارويك على موقع أول موفي (الإنجليزية)
- ديون وارويك على موقع قاعدة بيانات الأفلام السويدية (السويدية)
- ديون وارويك على موقع إن إن دي بي (الإنجليزية)
- ديون وارويك على موقع أول ميوزيك (الإنجليزية)